# Cieszyńska Wenecja
Cieszyńska Wenecja – część starego miasta w Cieszynie, odcinek współczesnej ulicy Przykopa (dawniej Nad Młynówką), przy której stoją budynki z XVIII – XIX wieku z mostkami przerzuconymi przez koryto Młynówki (sztucznego kanału). Budynki nad Młynówką należały niegdyś do rzemieślników: garbarzy, tkaczy, sukienników, białoskórników i kowali, potrzebujących do wykonywania swojej pracy stałego dostępu wody. Obejmuje teren od skrzyżowania ulicy Przykopy z Aleją Jana Łyska aż do zbiegu ulicy Przykopy i Schodowej.

## Pochodzenie nazwy
Nie wiadomo dokładnie kiedy określenie Cieszyńska Wenecja weszło do potocznego języka. Termin ten opiera się na porównaniu cieszyńskiej uliczki, która leży nad sztucznym ciekiem wodnym, z przerzuconymi kilkunastoma mostkami, do licznych kanałów włoskiej Wenecji. Nie ma żadnego dokumentu urzędowego, który odnosił by się do tej kwestii, ale zakłada się, że to określenie pojawiło się w drugiej połowie XX wieku. Terminem Przykopa bądź Młynówka odnosił się do sztucznego cieku wodnego, który płynął u podnóża skarp, na której wzniesiono Cieszyn. Następnie nazwy odnosiły się do Przedmieścia Cieszyna, a następnie do jego dzielnicy. Dzielnicę Przykopa tworzyły obecne ulice: Przykopa, 3 Maja, Zamkowa i rzeka Olza.

## Rejestr zabytków
Cześć zabudowań Cieszyńskiej Wenecji jest wpisana do Rejestru Zabytków Województwa Śląskiego:
- ulica Przykopa, z murami oporowymi, wiek XVIII/XIX (nr rej.: A-442/86 z 11.07.1986)
- dom, ul. Przykopa 14, XIX wiek (nr rej.: 911/68 z 29.07.1968 oraz A-218/77 z 1.12.1977)
- dom, ul. Przykopa 15, XIX wiek (nr rej.: 912/68 z 29.07.1968 oraz A-219/77 z 1.12.1977)
- dom, ul. Przykopa 17, rok 1790 (nr rej.: 913/68 z 29.07.1968 oraz A-220/77)
- dom, ul. Przykopa 25, wiek XVIII, XIX i XX (nr rej.: 914/68 z 29.11.1968 oraz A-221/77 z 1.12.1977)

Najstarsza zabudowa pochodzi z drugiej połowy XVIII oraz pierwszej połowy XVIII wieku. Najstarszym obiektem na tym obszarze miasta jest portal przy zejściu do piwnicy budynku nr 26, który datowany jest na XVI/XVII wiek.

## Historia i rozwój
Od XVI wieku na terenie Przedmieścia znajdowało się gospodarstwo rolne. Jego parcelacja w drugiej połowie XVII wieku przyczyniła się do rozwoju gospodarczego tej części okolic Cieszyna. Pod koniec XVII wieku Przedmieście Przykopa zostało wymienione w urbarzach – księgach gospodarczych komory cieszyńskiej prowadzonych dla Habsburgów. W urbarzu z 1692 roku Przedmieście to opisano jako: Bey der Wasser thor und an den Mühlgraben, co dosłownie oznaczało: koło bramy Wodnej i nad Młynówką. Zarejestrowano w nim 35 nazwisk właścicieli nieruchomości. W spisie z 1830 roku w 42 domach naliczono 65 gospodarstw domowych i 290 mieszkańców. 20 marca 1849 roku, na mocy ustawy gminnej Przykopa została włączona w granice administracyjne Cieszyna i stała się dzielnicą miasta. W drugiej połowie XIX wieku w czterech kolejnych spisach ludności za lata 1880–1910 odnotowano od 50 do 54 nieruchomości, a liczba mieszkańców wzrosła z 561 do 669.
Począwszy od wieku XVI, nad Młynówką osiedlali się stopniowo kolejni rzemieślnicy: garncarze, sukiennicy, farbiarze, tkacze i kowale (XVI wiek). Większość budynków stanowiła dla nich mieszkanie, choć część z nich niektórzy posiadała tu wyłącznie warsztat (np. garbarnia rodziny Steffanów w XVIII wieku).
W średniowieczu blisko tzw. Bramy Wodnej i mostu leżącego w pobliżu zamku funkcjonowała łaźnia, która funkcjonowała tu od końca XIV wieku do lat siedemdziesiątych XVI wieku, kiedy przeniesiono ją na ul. Srebrną.
Kolejnym obiektem była rzeźnia, wybudowana dla Komory Cieszyńkiej Habsburgów w drugiej połowie XVIII wieku, którą gdy podupadła (w związku z silną konkurencją) wykupiono w 1889 roku przez Komitet do spraw budowy Łaźni w Cieszynie. Na jej miejscu powstał nowy budynek łaźni: Cesarskie Łaźnie w Cieszynie (których nazwę zmieniono później na; Łaźnię Miejską), projektu cieszyńskiego architekta Alojzego Jedeka. Obiekt ten zapewniał mieszkańcom Cieszyna dostępu do publicznych zakładów kąpielowych, jako najpopularniejszego wtedy sposobu zapewnienia higieny. Łaźnie zostały zlikwidowane w 1976 roku, po wybudowaniu nowych łaźni przy ul. Liburnia.
Najważniejszym obiektem gospodarczym Przedmieścia Przykopa był tzw. Wielki Młyn, o którym informuje zapis z 1461 roku pochodzący z dokumentu księcia cieszyńskiego Przemysława II. W pobliżu młyna znajdowały się stodoły książęce, które służyły jako magazyny zboża i mąki. Młyn wodny wykorzystywał nurt Młynówki i za pomocą koła wodnego mielił ziarna kaszy i zbóż dostarczanych z folwarków książęcych. Powstałą mąkę sprzedawano bądź też wykorzystywano w kuchni zamkowej. Po kilku pożarach w drugiej połowie XVII wieku, młyn został zniszczony, a później zrekonstruowany w wieku XVIII i od tego czasu spełniał funkcję do lat trzydziestych XX wieku. W 1932 roku (do roku 1939) młyn objęło w posiadanie żydowskie małżeństwo Leon i Maria Hochsteinn, które uruchomiło w nim elektrownię wodną. Po II wojnie światowej obiekt przejęły Zakłady Przemysłu Dziewiarskiego Juwenia, a elektrownię wodną zlikwidowano w 1965 roku.
Koniec XIX wieku wiązał się ze zmianą specyfiki Przykopy z dzielnicy rzemieślniczej na przemysłową. Pierwszą większą inwestycja jest datowana na rok 1895 i była to Garbarnia Skór Twardych i Miękkich Zygmunta Kohna. Jako następna pojawiła się Fabryka Mebli Żelaznych i Blach Jana Juraszka, a także firma meblarską Jana Tomicy. Po 1945 roku nastąpiła kolejna zmiana charakteru dzielnicy – powstały tam trzy zakłady przemysłowe: Fabryka Maszyn Elektrycznych Celma (rejon mostu Wolności), specjalizującej się w produkcji silników, Fabryka Farb i Lakierów (środkowa część dzielnicy Przykopa) i Zakłady Juwenia (zlokalizowane od strony mostu Przyjaźni), powstałe na bazie firmy Kohnów.

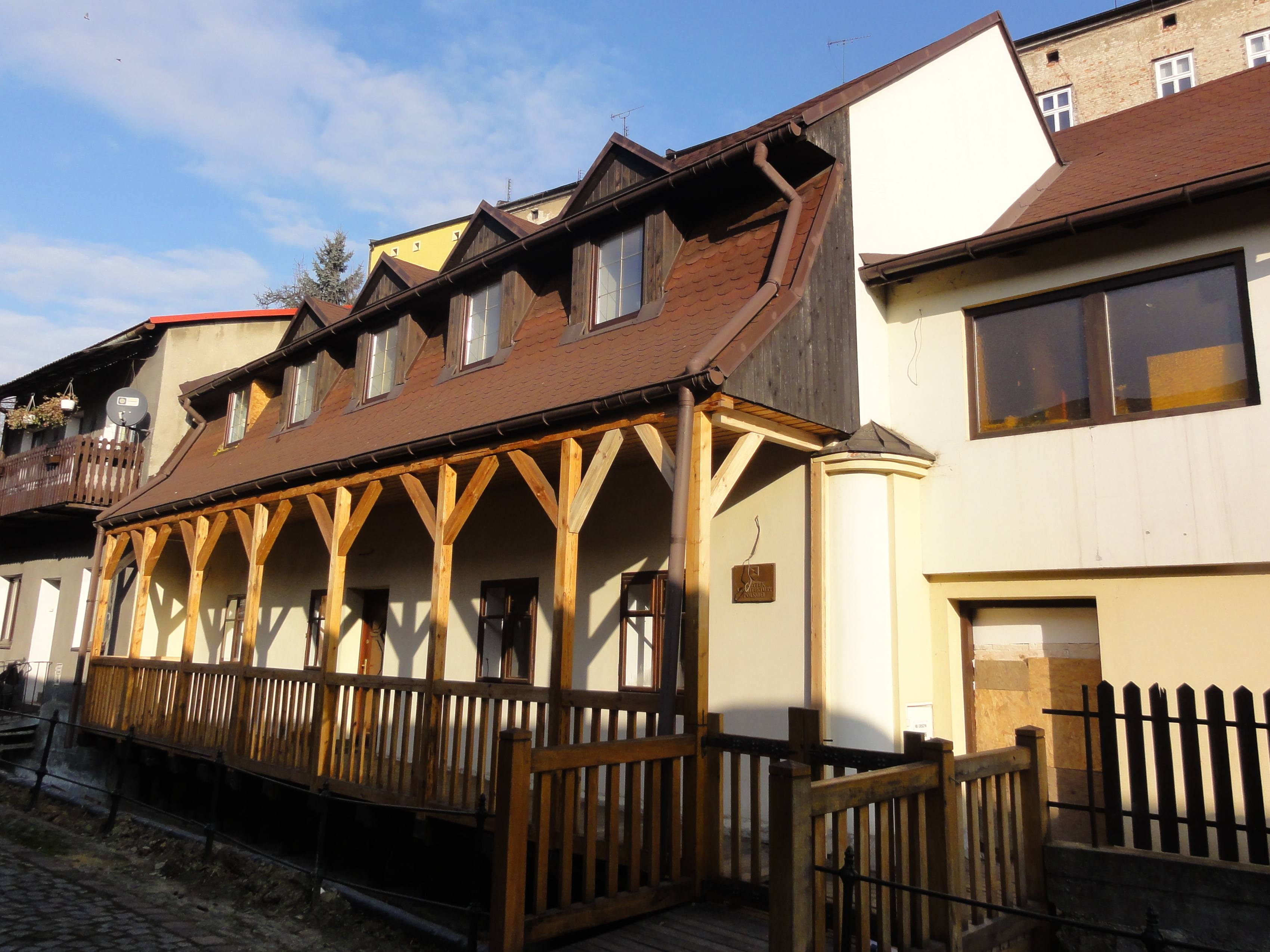
Przykopa 25
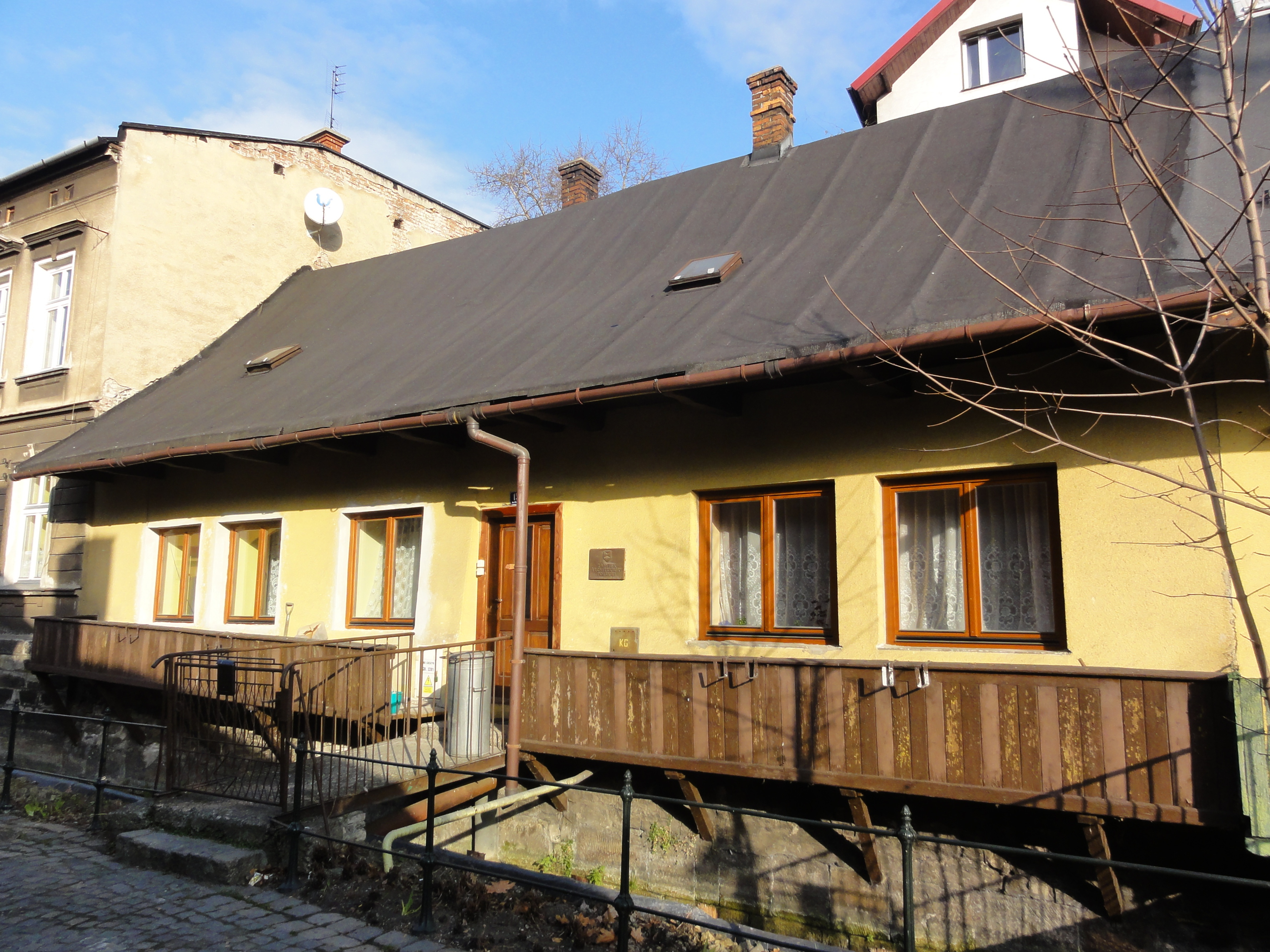
Przykopa 15
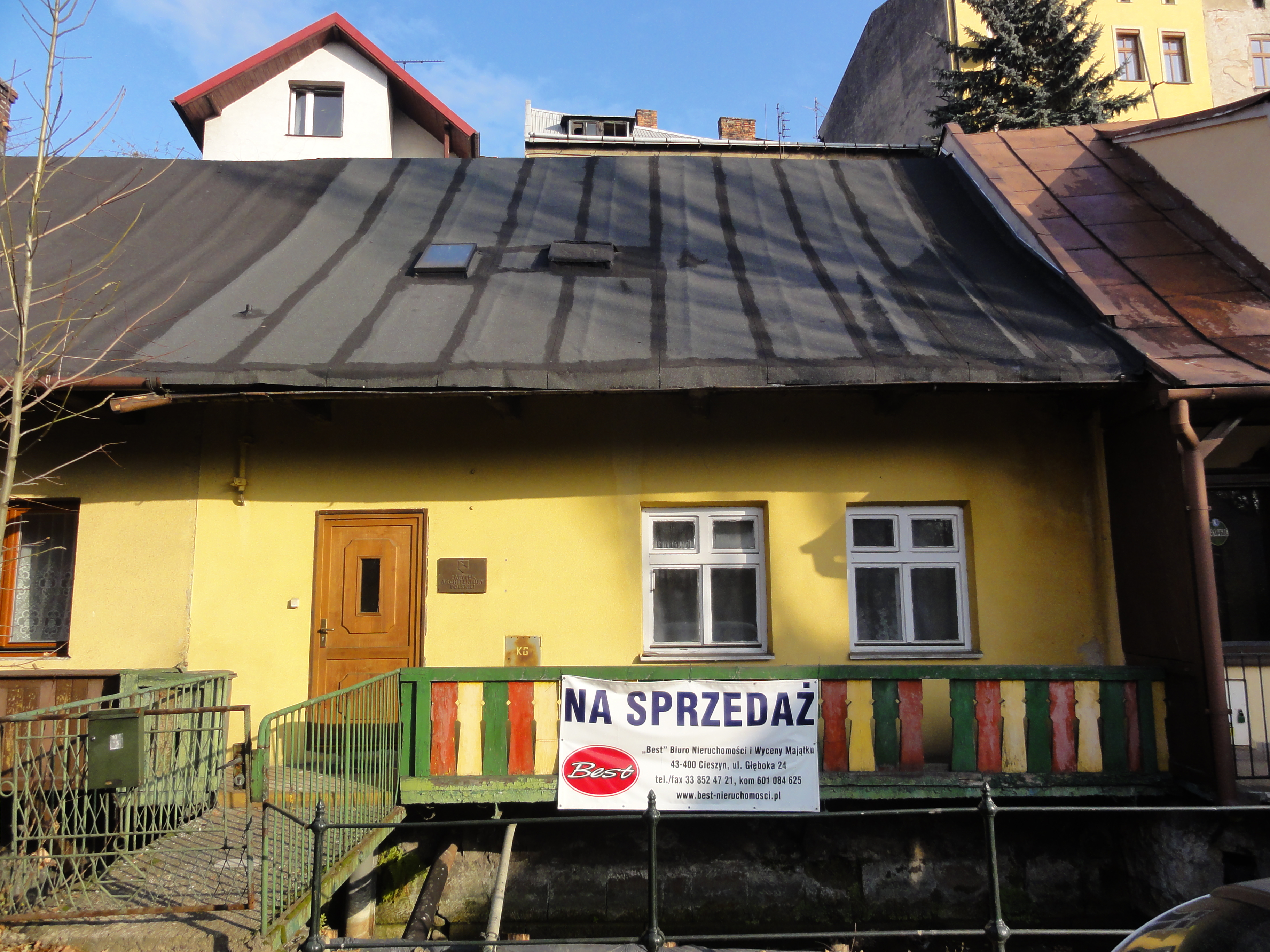
Przykopa 17
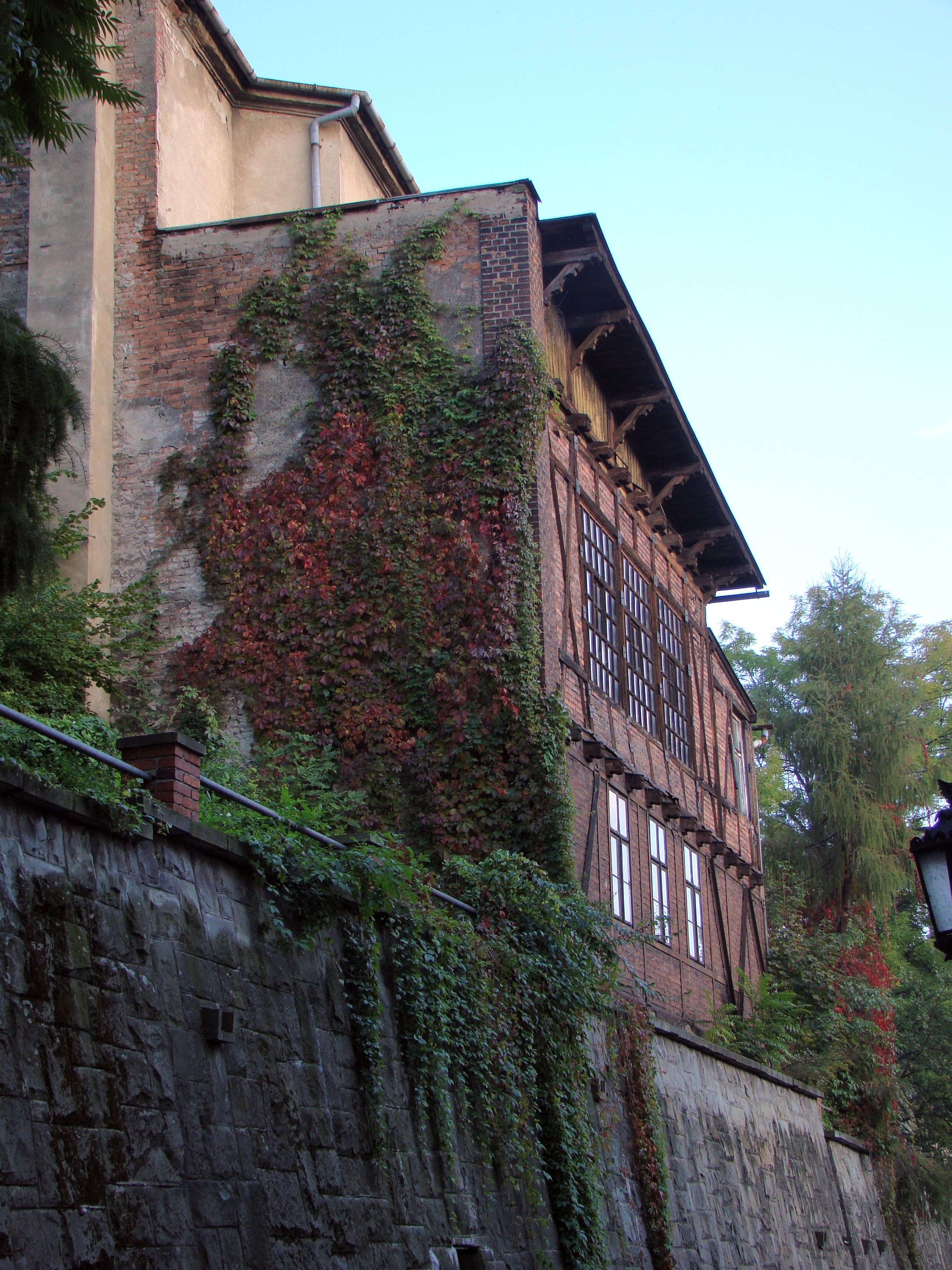
Mur oporowy, powyżej dawny Teatr Elektryczny
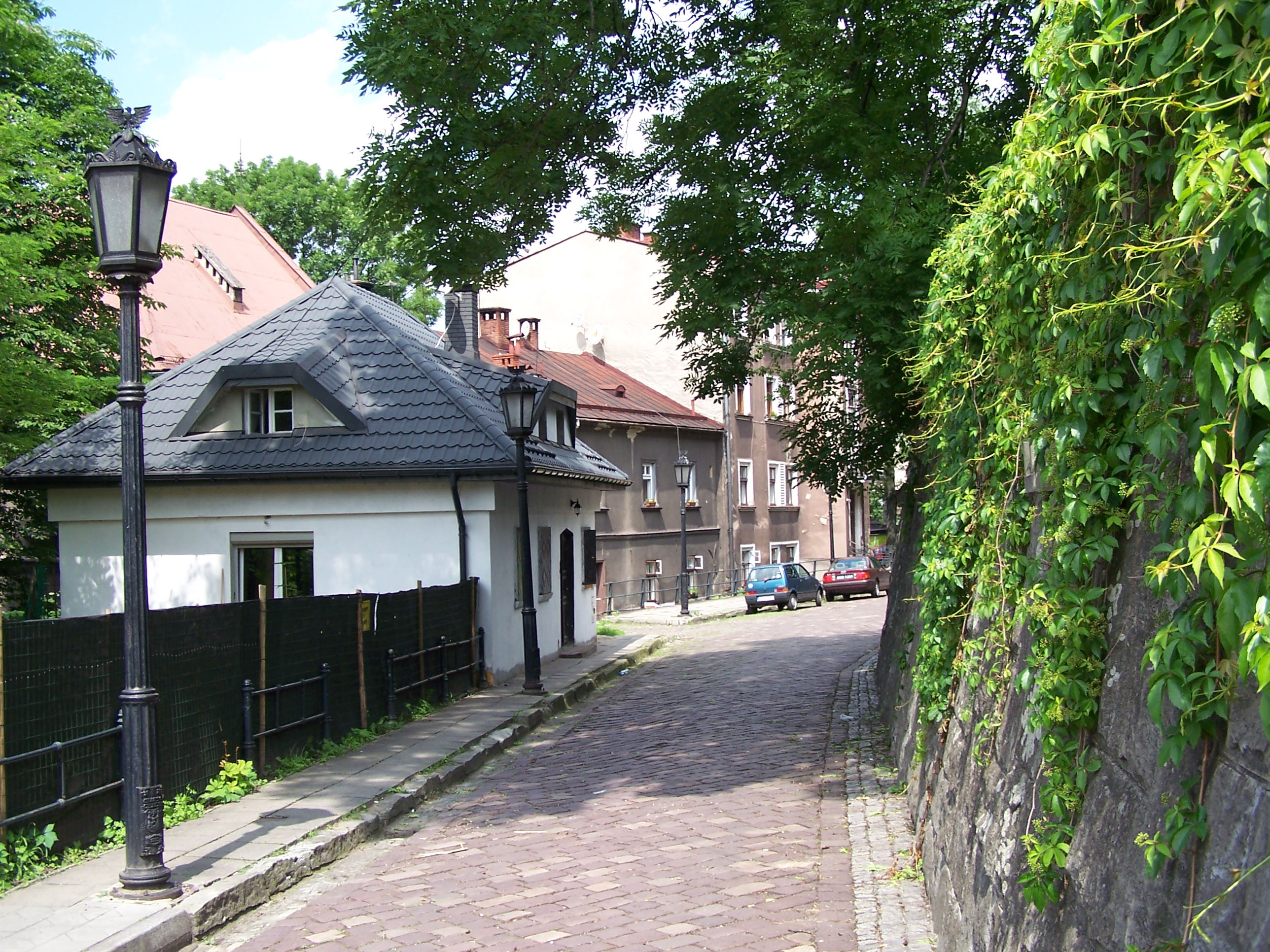
U wylotu Cieszyńskiej Wenecji, Dworek Cieszyński
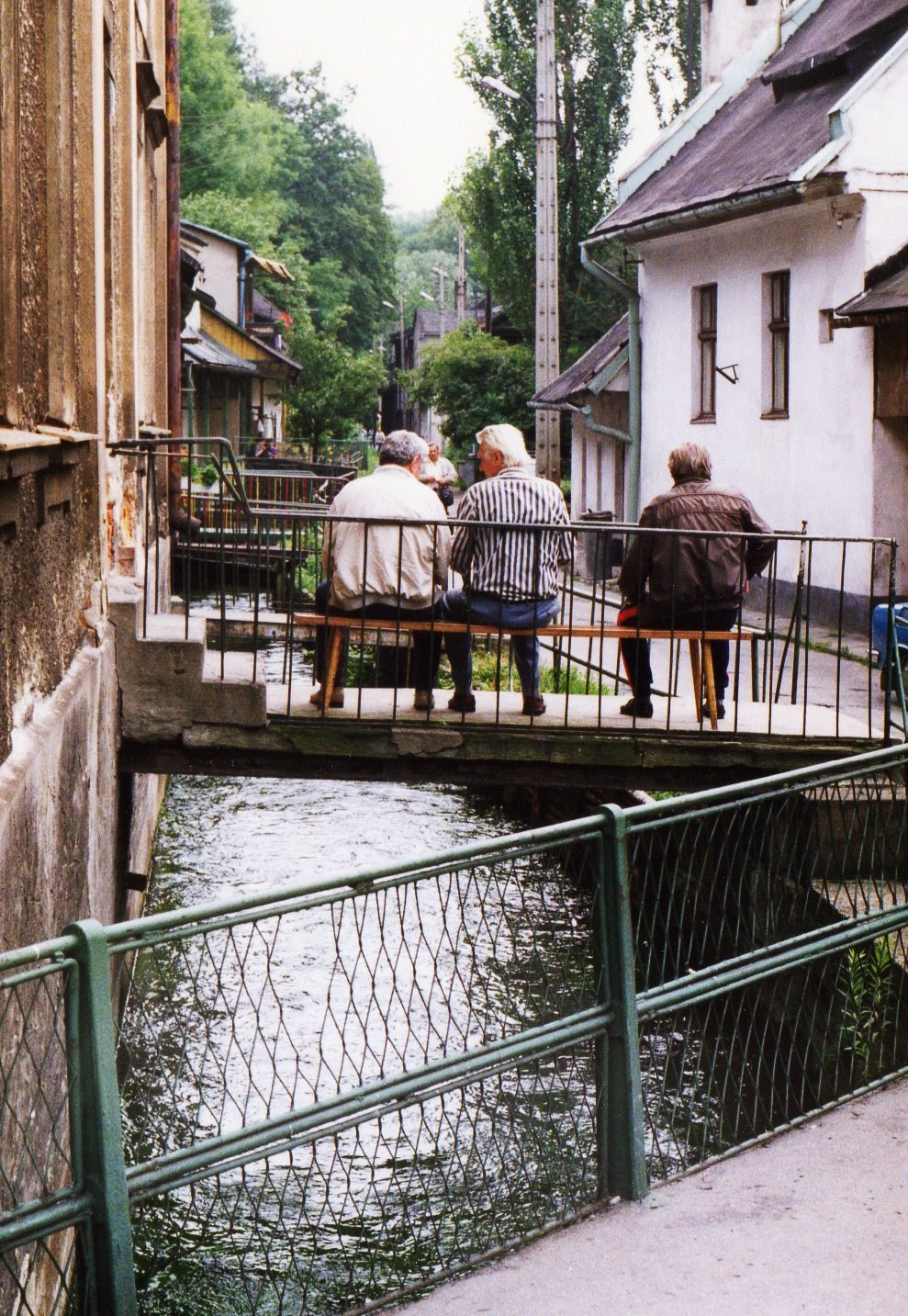
Młynówka, rok 1993
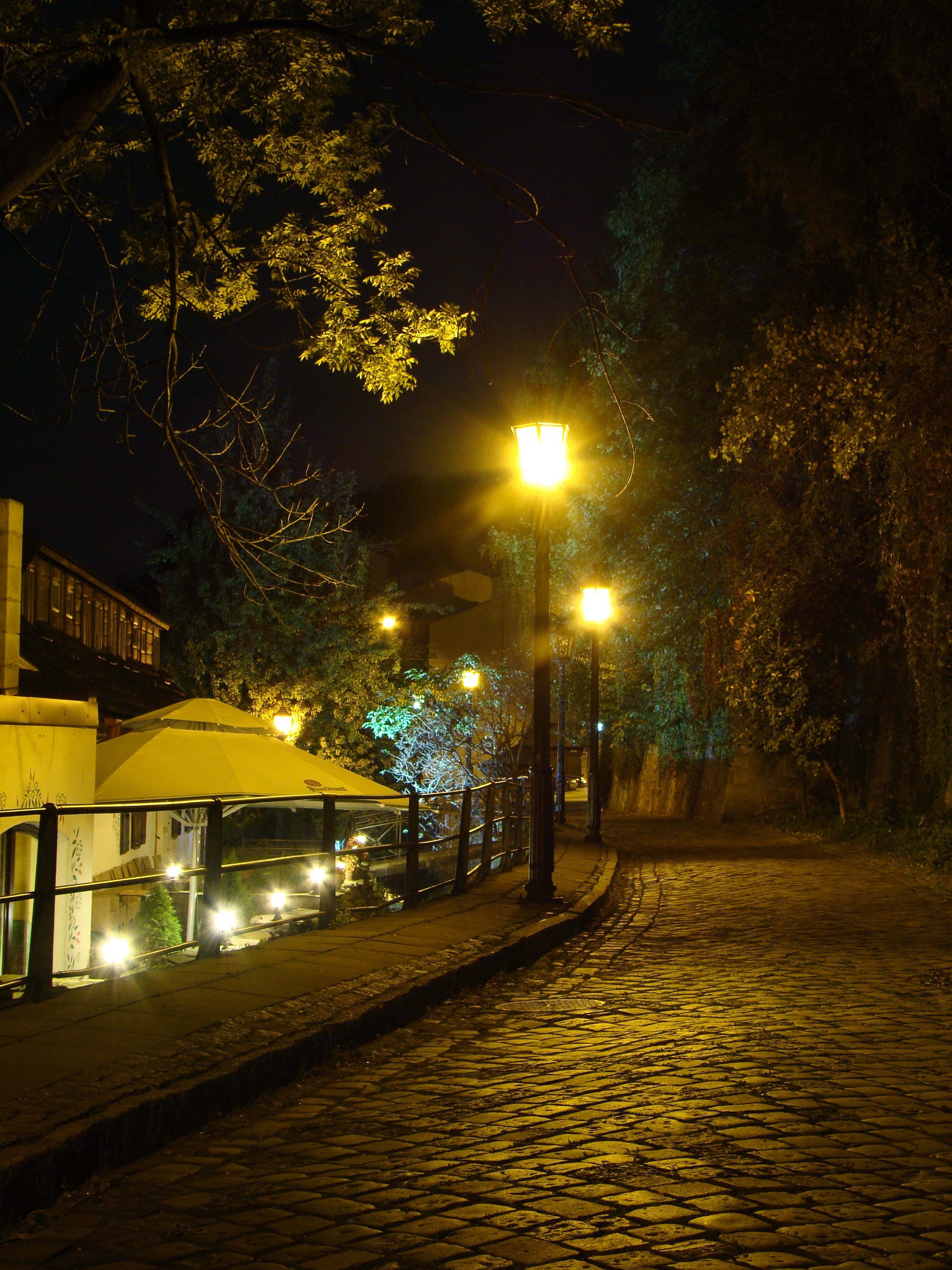
Wenecja nocą

## Sztuka na Cieszyńskiej Wenecji
4 czerwca 2009 roku na Cieszyńskiej Wenecji odbył się spektakl teatralny Karnawał Wenecki. Przedstawienie było wykonane przez aktorów z Teatru Gry i Ludzie z Katowic w ramach „Off -sceny alternatywnej” odbywającej się równolegle z XX edycją Międzynarodowego Festiwalu Teatralnego „Bez Granic”.
26 kwietnia 2012 roku na Cieszyńskiej Wenecji odbyło się biennale artystyczne zorganizowane przez Fundację Animacji Społeczno-Kulturalnej, które działa przy cieszyńskim Uniwersytecie Śląskim.

## Legendy
Zgodnie z podaniami ludowymi Młynówkę oraz pobliską rzekę Olzę zamieszkiwały „utopce”, które są postrzegane albo jako duchy, które we władaniu posiadały rzeki, stawy i potoki; albo jako topielcy. Jedno z opowieści pt. O utopcu rozgrywa się na Przedmieściu Przykopa.

## Wirtualny spacer
Istnieje możliwość wirtualnego zwiedzania Cieszyńskiej Wenecji.